# Zimni Arena (Znojmo)
Zimni Arena, tidigare känd som Hostan Arena, är en inomhusarena för ishockey i Znojmo, Tjeckien. Arenan har en kapacitet på 5 000 åskådare och byggdes 1970 och är hemmaplan för Orli Znojmo.
Arenan byggdes 1970 som utomhusarena men fick tak 1977. Den senaste större ombyggnaden skedde 2002. Arenan bytte namn 2011 från Hostan Arena till Zimni Arena.

## Källa
1. 1 2 3 4  ”Zimni stadion Znojmo”. Eurohockey-com. http://eurohockey.com/arena/796-hostan-arna-znojmo.html. Läst 25 mars 2012.